# Os Estranhos (filme)
The Strangers (bra/prt: Os Estranhos) é um filme estadunidense de horror e suspense de 2008 escrito e dirigido por Bryan Bertino e estrelado por Liv Tyler, Scott Speedman, Gemma Ward, Laura Margolis, Kip Weeks e Glenn Howerton. O filme gira em torno de um jovem casal que é aterrorizado em sua distante casa de veraneio por três assassinos mascarados.
The Strangers foi feito com um orçamento de dois milhões dólares e depois de dois adiamentos, foi lançado nos cinemas em 30 de maio de 2008 na América do Norte. O filme foi comercializado como sendo inspirado em uma "história verdadeira" e arrecadou 82,3 milhões dólares em bilheterias do mundo todo. A reação da crítica ao filme foi mista.
Os supostos "fatos reais" no qual o filme se baseia são fatos verdadeiros. No entanto, o diretor Bryan Bertino afirmou que ele se inspirou para o filme nos assassinatos de 1969 cometidos pela Família Manson, caso posteriormento conhecido Caso Tate-LaBianca, e no romance baseado nos crimes de Charles Manson, Helter Skelter, além de um evento que ocorreu em seu bairro, quando ele era criança.

## Elenco
- Scott Speedman como James Hoyt
- Liv Tyler como Kristen McKay
- Gemma Ward como mascarada
- Kip Weeks como homem mascarado
- Laura Margolis como mascarada
- Glenn Howerton como Mike
- Alex Fisher como o menino mórmom#1
- Peter Clayton-Luce como o menino mórmom#2